# Telus Communications
Telus Communications Inc. (TCI) er en canadisk telekommunikationsvirksomhed, der ejes af Telus Corporation. De udbyder forskellige telekommunikationsprodukter som internet, mobiltelefoni, iptv og fastnet. Virksomheden har hovedkvarter i Vancouver, og før fusionen med BC Tel i 1999 havde de hovedkvarter i Edmonton, hvor virksomheden blev etableret i 1990. 